# Škotsko nižavje
Škotsko nižavje (škotščina Lallans, Lawlands; škotskogelsko a' Ghalldachd, dob. 'mesto tujcev', izgovori ˈaˈɣauɫ̪t̪əxk) je kulturna in zgodovinska regija Škotske.
Za regijo je značilen razmeroma raven ali rahlo valovit teren v nasprotju z gorato pokrajino Škotskega višavja. To območje vključuje mesta, kot sta Edinburgh in Glasgow, in je znano po rodovitni kmetijski zemlji, zgodovinskih krajih in mestnih središčih. Je bolj poseljen in industrializiran del Škotske v primerjavi z redko poseljenim Višavjem.
Kulturno sta se Nižavje in Višavje razšla v poznem srednjem veku v moderno obdobje, ko je nižavska škotščina nadomestila škotsko gelščino v večini Nižavja.

## Geografija
Nižavje ni uradno geografsko ali upravno območje države. Obstajata dve glavni topografski regiji: nižavje in Južno višavje. Izraz nižavje se v glavnem nanaša na osrednje nižavje. Vendar se v običajni rabi nanaša na tiste dele Škotske, ki niso v Višavju (ali Gàidhealtachd). Meja se običajno šteje za črto med Stonehaven in Helensburgh (na Firth of Clyde). Nižavje leži južno in vzhodno od črte. Nekateri deli nižavja (kot je Južno višavje) niso fizično 'nizki', Merrick na primer dosega 843 m, medtem ko so nekatera območja nesporno v višavju (kot je Islay) nizko ležeča.
Za druge namene se meja spreminja; če pa se uporabi mejni prelom, potem so tradicionalna škotska okrožja v celoti v nižinah Ayrshire, Berwickshire, Clackmannanshire, Dumfriesshire, East Lothian, Fife, Kinross-shire, Kirkcudbrightshire, Lanarkshire, Midlothian, Peeblesshire, Renfrewshire, Roxburghshire, Selkirkshire, West Lothian in Wigtownshire. Pred letom 1921 so bile grofije East Lothian, Midlothian in West Lothian znane kot Haddingtonshire, Edinburghshire in Linlithgowshire.
Tradicionalne škotske grofije, ki segajo čez prelom Boundary Fault, vključujejo Angus, Dunbartonshire, Stirlingshire, Perthshire, Kincardineshire, Aberdeenshire, Banffshire in Moray.
Geografsko je Škotska razdeljena na tri ločena območja: Višavje, osrednjo nižino (osrednji pas v osrednjem nižavju) in Južno višavje. Nižavje pokriva približno zadnji dve. Severovzhodna nižina je tudi 'nižina', tako geografsko kot kulturno, vendar jo je v nekaterih kontekstih mogoče združiti z višavjem.
Izraz Lowlands se včasih uporablja posebej za Central Lowlands, območje, znano tudi kot Midland Valley. To območje v glavnem obsega porečja rek Forth in Clyde, kjer živi približno 80 odstotkov škotskega prebivalstva (3,5 milijona v osrednjem pasu). Zgodovinsko gledano je bila dolina Midland najbolj kmetijsko produktivna regija na Škotskem. V 19. in zgodnjem 20. stoletju je doživelo znatno industrializacijo in urbanizacijo, ki sta jo poganjala nahajališča premoga. Medtem ko sta premogovništvo in težka industrija od takrat nazadovala, gospodarski pomen doline Midland ostaja. Danes ostaja osrednje središče škotskega gospodarstva s poudarkom na elektroniki, računalniški proizvodnji in storitvenih sektorjih, kot so telekomunikacije, računalniška programska oprema in finance.
Najjužnejši okraji Škotske, ki so najbližji anglo-škotski meji, so znani tudi kot Borders. Včasih se obravnavajo ločeno od preostalega Nižavja. Številni predniki škotsko-irskih, kot so znani v Združenih državah, ali ulstrskih Škotov, izvirajo iz nižin in obmejnega območja, preden so se v 17. stoletju preselili na plantažo Ulster in pozneje na ameriško mejo, mnogi pred ameriško Revolucija.
Izraz škotsko nižavje se uporablja v zvezi s škotskim jezikom v nasprotju s škotsko gelščino, ki se govori v višavju (čeprav zgodovinsko gledano tudi v nižinah do 15. in 18. stoletja v Gallowayu), s škotsko zgodovino in škotskim klanskim sistemom , kot tudi v družinski zgodovini in rodoslovju.[1]